# Hideko Maehata
Hideko Maehata (前畑 秀子, Maehata Hideko), née le 20 mai 1914 et décédée le 24 février 1995, est une nageuse japonaise, qui s'illustre dans les années 1930 en remportant le titre olympique sur 200 m brasse en 1936 aux Jeux de Berlin.

## Palmarès

### Jeux olympiques
- Jeux olympiques d'été de 1932 à Los Angeles 
  -  Médaille d'argent sur 200 m brasse.
- Jeux olympiques d'été de 1936 à Berlin 
  -  Médaille d'or sur 200 m brasse.